# Pascal Witmeur
Pascal Witmeur (* 1. April 1955 in Etterbeek) ist ein ehemaliger belgischer Autorennfahrer.

## Karriere im Motorsport
Pascal Witmeur begann seine Motorsportkarriere im Monopostosport. Ende der 1970er-Jahre stieg er in die Britische Formel-3-Meisterschaft ein und bestritt 1979 auf einem March 772 auch einen Wertungslauf der Aurora-AFX-Formel-1-Serie. Im Monopostosport konnte der Belgier nie richtig Fuß fassen, daher fuhr er bald parallel Sportwagenrennen.
Vorerst war er vor allem bei heimischen Rennen, wie dem 24-Stunden-Rennen von Spa-Francorchamps und dem 1000-km-Rennen auf derselben Rennstrecke am Start. 1982 gab er sein Debüt beim 24-Stunden-Rennen von Le Mans. Als Partner von Christian Bussi und Bernard de Dryver beendete er das Rennen auf einem Rondeau M382 als 15. der Gesamtwertung. Seine beste Platzierung bei diesem 24-Stunden-Rennen war der elfte Gesamtrang 1984. Beim 24-Stunden-Rennen von Spa fuhr er einmal – 1999 – als Dritter auf das Siegespodest der ersten Drei. Seine Partner waren Bas Leinders und Jeffrey Van Hooydonk, das Rennfahrzeug ein Peugeot 306 GTi.
Witmeur fuhr bis Ende der Saison 2002 Autorennen und gewann 1991 die Gesamtwertung der Belgischen Tourenwagen-Meisterschaft.

## Statistik

### Le-Mans-Ergebnisse
| Jahr | Team                | Fahrzeug      | Teamkollege      | Teamkollege         | Platzierung     | Ausfallgrund |
| ---- | ------------------- | ------------- | ---------------- | ------------------- | --------------- | ------------ |
| 1982 | Bussi Team          | Rondeau M382  | Christian Bussi  | Bernard de Dryver   | Rang 15         |              |
| 1983 | Christian Bussi     | Rondeau M382  | Jean-Paul Libert | Daniel Herregods    | Rang 19         |              |
| 1984 | Jean-Philippe Grand | Rondeau M379  | Jean-Paul Libert | Jean-Philippe Grand | Rang 11         |              |
| 1985 | Jean-Philippe Grand | Rondeau M482  | Patrick Gonin    | Pierre de Thoisy    | Ausfall         | Motorschaden |
| 1986 | MK Motorsport       | BMW M1        | Jean-Paul Libert | Michael Krankenberg | nicht klassiert |              |
| 1993 | Éric Graham         | Venturi 500LM | Jacques Tropenat | Michel Neugarten    | Rang 27         |              |

### Einzelergebnisse in der Sportwagen-Weltmeisterschaft
| Saison | Team                | Rennwagen        | 1   | 2   | 3   | 4   | 5   | 6   | 7   | 8   | 9   | 10  | 11  | 12  | 13  | 14  | 15  | 16  | 17  |
| ------ | ------------------- | ---------------- | --- | --- | --- | --- | --- | --- | --- | --- | --- | --- | --- | --- | --- | --- | --- | --- | --- |
| 1979   | ADP Computer        | Chevrolet Camaro | DAY | SEB | MUG | TAL | DIJ | RIV | SIL | NÜR | LEM | PER | DAY | WAT | SPA | BRH | ROA | VAL | ELS |
| 1979   | ADP Computer        | Chevrolet Camaro |     |     |     |     |     |     |     |     |     | DNF |     |     |     |     |     |     |     |
| 1980   | Plastic Bertrand    | BMW 530          | DAY | BRH | SEB | MUG | MON | RIV | SIL | NÜR | LEM | DAY | WAT | SPA | MOS | ROA | VAL | DIJ |     |
| 1980   | Plastic Bertrand    | BMW 530          |     |     |     |     |     |     |     |     | DNF |     |     |     |     |     |     |     |     |
| 1981   | IRS Euromotor       | Ford Escort      | DAY | SEB | MUG | MON | RIV | SIL | NÜR | LEM | PER | DAY | WAT | SPA | MOS | ROA | BRH |     |     |
| 1981   | IRS Euromotor       | Ford Escort      |     |     |     |     |     |     |     |     | 23  |     |     |     |     |     |     |     |     |
| 1982   | Bussi Team          | Rondeau M382     | MON | SIL | NÜR | LEM | SPA | MUG | FUJ | BRH |     |     |     |     |     |     |     |     |     |
| 1982   | Bussi Team          | Rondeau M382     |     |     |     | 15  | 13  |     |     |     |     |     |     |     |     |     |     |     |     |
| 1983   | Christian Bussi     | Rondeau M382     | MON | SIL | NÜR | LEM | SPA | FUJ | KYA |     |     |     |     |     |     |     |     |     |     |
| 1983   | Christian Bussi     | Rondeau M382     | 19  |     |     |     |     |     |     |     |     |     |     |     |     |     |     |     |     |
| 1984   | Jean-Philippe Grand | Rondeau M379     | MON | SIL | LEM | NÜR | BRH | MOS | SPA | IMO | FUJ | KYA | SAN |     |     |     |     |     |     |
| 1984   | Jean-Philippe Grand | Rondeau M379     | DNF |     | 11  |     |     |     | 10  |     |     |     |     |     |     |     |     |     |     |
| 1985   | Jean-Philippe Grand | Rondeau M482     | MUG | MON | SIL | LEM | HOK | MOS | SPA | BRH | FUJ | SEL |     |     |     |     |     |     |     |
| 1985   | Jean-Philippe Grand | Rondeau M482     | DNF |     |     |     |     |     |     |     |     |     |     |     |     |     |     |     |     |
| 1986   | MK Motorsport       | BMW M1           | MON | SIL | LEM | NÜN | BRH | JER | NÜR | SPA | FUJ |     |     |     |     |     |     |     |     |
| 1986   | MK Motorsport       | BMW M1           | DNF |     |     |     |     |     |     |     |     |     |     |     |     |     |     |     |     |
| 1988   | Oudet Racing        | Tiga GC85        | JER | JAR | MON | SIL | LEM | BRÜ | BRH | NÜR | SPA | FUJ | SAN |     |     |     |     |     |     |
| 1988   | Oudet Racing        | Tiga GC85        |     | DNF |     |     |     |     |     |     |     |     |     |     |     |     |     |     |     |